# Vandalism
Vandalism es un grupo musical de Melbourne, Australia, de electro house. Está conformado por tres integrantes, Andy Van, Kam Denny y Cassie Van.

## Historia
En febrero de 2006 Vandalism realiza la versión ‘Never Say Never’ (original de Romeo Void), el cual es apoyado por una buena cantidad de tiempo en el aire en la ‘Nova Radio Network’, además de la difusión de un videoclip del mismo tema a través del programa ‘Rage’. Esta canción fue un hit en las discotecas y radios de Australia, manteniéndose como número 1 de la ‘Australian ARIA Club Charts’ durante 8 semanas. Posteriormente se difunde en el Reino Unido, donde se ubica también en el primer lugar de la lista ‘UK Buzz charts’. A partir de esto son adquiridas sus licencias de ventas internacionales por la Warner UK y la EMI Australia. Su siguiente sencillo, ‘Twisted’ se ubica en la posición 7 de la ‘Australian ARIA Club Charts’ durante un tiempo.
El grupo tuvo remixes bastante prolíficos posteriormente, lo cual lo hizo ser más conocido en los años siguientes, re-mezclando canciones de variados artistas como Skepta, Brad Hed, Fedde le Grand y Yves Larock entre otros.

## Giras internacionales
Vandalism ha estado de gira alrededor de Australia, con Andy y Kam realizando el trabajo en las tornamesas y Cassie como vocalista. Por la creciente demanda de su sonido distintivo, ahora difundiéndose a nivel internacional, el trío ha completado giras internacionales en Londres, Leeds, Mánchester, Liverpool, Ibiza, Miami, Moscú, Suecia y Nueva Zelanda. En medio de presentaciones y festivales, prosiguen con su constante creación de remixes y temas propios.

## Discografía

### Álbumes
- Turn The World On!

### Singles
- Girls And Boys
- Never Say Never
- Twisted

### Remixes
- tell me - DJ NG Feat. Katie B & MC Versatile
- blue monday - kurd maverick
- So Strong – Meck
- Toca Me – Fragma
- Screams in The Night - MLA
- Gimme Head – The Cut vs The Radiators
- I Believe – Happy Clappers
- What’s It Gonna Be – H two O
- Licky – Larry Tee feat. Princess Superstar
- He Not In  - Chicken Lips
- The Creeps – Freaks
- Girls & Boys – Hed Boys
- Heater – Samim
- Rise Up - Yves LaRock
- Canto Del Liberta – 3rd Face
- Back Once Again – DJ Jeroenski
- Party Animal  – Mark Knight
- Automatic Machine – Sgt Slick & Pitch Dark
- Naughty Radio – DJ Q45 & MC Amy B
- Get Shakey - Ian Carey Project